# اندیس مس (محمد رضا دانا)
مس (محمد رضا دانا) یک اندیس فلزی است که در  استان فارس قرار دارد و مادهٔ معدنی موجود در آن، مس است.  